# Värmebeständigt stål
Värmebeständigt stål innehåller som regel krom, med legeringshalter upp till ca 35% Cr. De kan även innehålla nickel som förbättrar värmehållfastheten. Krom har som regel de bästa värmebeständiga egenskaperna. Stål med ca 30% Cr har en värmebeständighet på upp till ca 1100 grader C. 
Ett stort användningsområde för denna typ av stål är rosterstavar i förbränningsugnar för biobränslen eller sopor.
Kolhalten varierar mellan 0,5% och 2%.